# Derusifikacija
Derusifikacija označava politiku vlade i napore određenih nevladinih udruga u nekim državama tijekom tranzicije nakon raspada Sovjetskog Saveza koje su usmjerene nadvladavanju posljedica prethodno provedene rusifikacije. 

## Ukrajinska derusifikacija politika nakon 2005.
Do 1991. u sovjetskoj Ukrajini službeni jezik je predstavljao ruski dok se ukrajinski koristio tek u privatnim sferama društva i manjim intelketualnim krugovima kulturnog karaktera. U 52 milijunskoj sovjetskoj Ukrajini, do 1991. oko 10 milijuna ukrajinskih Rusa i 7 milijuna rusofonih Ukrajinaca, uglavnom građana jugoistočne sovjetske Ukrajine, koristilo se ruskim jezikom u privatnoj sferi društva. Te društveno-političke okolnosti i sama ruska migracija, kreirane su u vrijeme vladavine sovjetskog vođe Staljina i perioda ubrzane industrijalizacije.
Unatoč bilingualnosti ukrajinskog društva, nakon nezavisnosti Ukrajine isljučivo je ukrajinski jezik postao službenim jezikom države dok je u realnoj službenoj uporabi i dalje ostao prisutan ruski jezik, posebno jer su na vlasti ostali gotovo isti politički dužnosnici koji su obnašali dužnosti i u SSSR-u. Ta se situacija promijenila tek 2005. godine, nakon Narančaste revolucije, kada je izmijenjen veliki broj ruskojezičnih znakova i dokumenata te su postavljeni ukrajinski predodređeni zakonom i Ustavom. Prema ukrajinskom Ustavu ruski jezik je po prvi puta stekao privilegiran manjinski status, a u primarnim i sekundarnim školama njegova uporaba je i dalje ostala slobodna.
Zbog naglih izmjena nastavnog programa prilagođenog ukrajinskom jeziku u ustanovama srednjeg i visokog obrazovanja, u pojedinim slučajevima istočnih ukrajinskih oblasti, naseljenih ruskom manjinom, došlo je do optužbi za kulturnu asimilaciju. Cijeli slučaj se sveo na politiziranje jer je postalo evidentno da su prava svih nacionalnih manjina u Ukrajini postala veća nego u bilo kojoj drugoj bivšoj sovjetskoj državi. Danas u Ukrajini i dalje djeluje preko 2.100 ruskojezičnih škola, a ruski jezik je i dalje neomatano u uporabi. Ukrajinski mediji i dalje se slobodno služe ruskim jezikom, a ukrajinska javna televizija više puta na dan redovito emititra vijesti na ruskom jeziku. 
Ukrajina je do danas jedina uvela i provodi međunarodni standard na području zaštite prava nacionalnih manjina i ratifikaciju Europske povelje o jezicima nacionalnih manjina. Visoko standardizirani zakoni posvećeni zaštiti prava nacionalnih manjina postali su sastavni dio svih dogovora o dobrosusjedskim odnosima, prijateljstvu i suradnji između Ukrajine i susjednih država.